# 托雷拉梅乌
托雷拉梅乌，是西班牙加泰罗尼亚莱里达省的一个市镇。 总面积11平方公里，总人口578人（2001年），人口密度53人/平方公里。